# M48 Patton
M48 Patton je bio američki glavni borbeni tenk serije Patton, nazvane prema generalu George S. Pattonu, zapovjednikom američke Treće armije tijekom Drugog svjetskog rata. M48 je nastavak razvoja M47 Patton tenka, a nasljednik M48 je M60 Patton. M48 je bio glavni tenk američke kopnene vojske i marinaca tijekom Vijetnamskog rata.

## Unutarnje poveznice
- M26 Pershing
- M47 Patton
- M103 (tenk)
- M1 Abrams

## Vanjske poveznice
- (en) AFV Database: M48 Patton
- (en) GlobalSecurity.org: M48 Patton